# Харченко Семен Васильович (отаман Хмара)
Семен Васильович Харченко (Харчук, отаман «Хмара») (1886, с. Мордин, Летичівського повіту Подільської губернії (тепер Прилужне (Летичівський район) Хмельницької області — 7 листопада 1924, м. Вінниця) — військовий діяч, активний учасник антибільшовицького повстанського руху в Україні, громадський діяч, вчитель. Соратник отамана Якова Гальчевського.
Штабс-капітан російської армії (1917), підполковник Армії УНР (1923).

## Життєпис

### До Першої світової війни
Народився у селянській родині. Батьки мали три десятини землі.
У 1908 році закінчив Вінницьку учительську семінарію.
Працював учителем у с. Гнатівці, Летичівського повіту (тепер Хмельницький район, Хмельницька область).
У 1912 році вступив до Київської організації Української партії соціалістів-революціонерів.

### Перша світова війна
У жовтні 1915 року закінчив 1-е Київське військове училище.
У 1915—1916 командир команди розвідників 15-ї піхотної дивізії.
У 1917 служив в 498-му піхотному Оргіївському полку 125-ї піхотної дивізії.
За час війни нагороджений Георгіївським Хрестом і орденом Святого Станіслава.

### 1917—1918
В часи Центральної Ради брав участь у громадській роботі. Член ЦК Селянської спілки. З січня по травень 1918 року вчителював. Під час гетьманату працював у продовольчій управі військового відомства. Організатор селянських спілок (грудень 1918 — початок 1919).

### 1919, Армія УНР
З лютого 1919 в Армії УНР, осавул і ад'ютант командира куреня Запорозької дивізії. Учасник боїв за Кам'янець-Подільський, Могилів-Подільський та Проскурів у червні 1919 р., Білу Церкву та ін. Відступаючи під містечком Браїлів потрапив в полон до денікінців і був хворим доставлений до в'язниці у м. Вінниці, з якої йому вдалось втекти. Взимку 1919—1920 років перейшов у Польщу.

### 1920
Брав участь у польсько-радянській війні, як сотник 3-го кінного полку 3-ї Залізної стрілецької дивізії Армії УНР О.Удовиченка. Обурений поведінкою поляків, які катували селян, після протесту потрапляє під арешт. Після звільнення піднімає повстання проти поляків на чолі організованого ним 1-го Летичівського партизанського загону, з яким вступив до Червоної армії, яку пізніше покинув, через можливий арешт як колишнього петлюрівця.

### Повстанський отаман
У повстанському русі з 1921 р.
За завданням головного повстанського штабу створює підпільні організації у Летичівському повіті. Разом з емісаром Тютюнника Курковським, Антончиком, Сичем і Гвідоном Качуровським входить до складу Повстанського комітету Летичівського повіту, завдання якого — підготовка повстання на випадок виступу з-за кордону українського війська. Восени на чолі загону в 10 чоловік діяв у Війтівецькій волості Летичівського повіту. Після переходу 26.10.1921 кордону Подільською групою полковника Палія, Хмара мобілізує підпілля і з с. Явтухи починає рухатись на з'єднання з наступаючими українськими частинами. Отримавши підкріплення з інших сіл, розгромлює волвиконкоми у Женишківцях і Зінькові. Згодом відходить на польську територію і деякий час перебував у таборі № 10 для інтернованих в м. Каліш.
З червня 1922 року командир 4-ї кінної бригади Подільської повстанської групи отамана Орла. У складі загонів останнього брав участь у операціях по нападах на м. Бар (05.08.1922), м. Ялтушків (07.08.1922), м.Летичів (10.08.1922). Разом з Гальчевським та іншими повстанцями успішно 02.09.1922 року переправився в районі м.Гусятин на польський бік (всього 57 чоловік). На початку листопада 1922 року загін Гальчевського в числі 16 піших (у його складі також Хмара) переходить на радянський бік р. Збруч.
05.03.1923 року Яків Гальчевський призначив отамана Хмару командувачем Подільської повстанської групи. Зберігся наказ про це призначення: «Підполковнику Хмарі-Харченку. Наказую Вам вступити в командування повстанськими загонами і організаціями на Поділлю в межах 8 північних повітів. Ви є репрезентант ідеї і уряду УНР., а у військовім, судовім і адміністративнім відношеннях користуєтесь правом командира корпусу. В боротьбі з московською окупаційною владою керуватись інтересами Батьківщини і законами У. Н. Р. Наказую: своїх підлеглих пройняти духом точного і безрозсудного виконання наказів… потрібно уміти поступитись інтересами свого „я“ перед інтересами свого народу. В боротьбі з окупантом ні перед чим не зупинятись. Командувач повстанськими загонами і організаціями Правобережжя полковник Орел-Гальчевський…»
1 липня 1923 група Гальчевського у складі якої відділи Хмари та Голюка вкотре переходить на радянську сторону кордону. Відокремившись від основної групи загін Хмари направляється в Жмеринський район. До осені 1923 року загін Хмари діяв на територіях Вовковинецького, Новоушицького районів. Пізніше, після часткового розгрому, загін Хмари переходить на польську територію.

### Арешт і страта
Навесні 1924 року Хмара переходить на Поділля для організації повстанської боротьби. 15.03.1924 виданий в м. Кам'янець-Подільський сексотом більшовиків М. Остапчуком. Перебував під слідством в тюрподі в м. Вінниці.
01 — 02.11.1924 Хмару та групу повстанців засуджено Надзвичайною сесією Подільського губернського суду до розстрілу. Склад суду Леплевський І. (голова), Іванов, Харитонов, прокурор Бомаш.
Обставини арешту, ув'язнення та загибелі Х. описав Ю.Горліс-Горський у повісті «Отаман Хмара. З таємниць ГПУ» (уперше видана 1934 року у Львові).
Під грифом «Хранить вечно» в Державному архіві СБУ зберігається двотомна «Справа № 512 зі звинувачення Харченка-Хмари Семена Васильовича та інших (за статтями 58, 59, 66, 76)». У першому томі 441 аркуш, у другому — 413. Закінчується справа документом від 20.08.1998 — «Заключение по архивному уголовному делу № 5455 в отношении Харченко-Хмары С. В. и других». Цитата: «…Материалами дела установлена совокупность доказательств вины Хмары-Харченко С. В. в совершении преступлений, предусмотренных статьями 58, ч.1, 66, ч.1 УК УССР, Яблоновского В. Е. статьями 60 и 76, ч. 1 УК УССР и Иванова Ф. В. статьями 60 и 76, ч.1 УК УССР, в связи с чем они реабилитации не подлежат… На основании изложенного и в соответствии со ст. ст. 2 и 7 Закона Украины „О реабилитации жертв политических репрессий на Украине“ от 24 декабря 1993 года считать Хмару-Харченко Семена Васильевича, Яблоновского Василия Ефремовича и Иванова Филиппа Васильевича обоснованно осужденными, не подлежащими реабилитации. Заместитель Генерального Прокурора Украины Д. А. Ветоха».